# Minablatta bipustulata
Minablatta bipustulata är en kackerlacksart som först beskrevs av Carl Peter Thunberg 1826.  Minablatta bipustulata ingår i släktet Minablatta och familjen jättekackerlackor. Inga underarter finns listade i Catalogue of Life.